# Montauban Challenger 1996
Il Montauban Challenger 1996 è stato un torneo di tennis facente parte della categoria ATP Challenger Series nell'ambito dell'ATP Challenger Series 1996. Il torneo si è giocato a Montauban in Francia dal 1 al 7 luglio 1996 su campi in terra rossa.

## Vincitori

### Singolare
Andrei Pavel ha battuto in finale  Stéphane Huet con il punteggio di 6–4, 6–3

### Doppio
Gilles Bastie /  Claude N'goran hanno battuto in finale  Clinton Ferreira /  Andrei Pavel con il punteggio di 6–4, 1–6, 7–6